# Seven Seas Navigator
La Seven Seas Navigator è una nave da crociera, costruita per la Regent Seven Seas Cruises.

## Storia
Nella primavera del 2006, la Radisson Seven Seas Cruises diventa Regent Seven Cruises anche se il Navigator continua a navigare sotto la marca Regent Seven Seas Cruises.
Il Navigator ha subito un rinnovo di 40 milioni di $ tra marzo e aprile 2016 sistemando le varie aree e le suite.
Nel marzo del 2025 viene annunciata la vendita a  Crescent Seas con consegna nel 2026 

## Caratteristiche e strutture
La Seven Seas Navigator ha molte caratteristiche, tra cui una piscina coperta, un bar e una biblioteca a bordo.

## Curiosità
Nel 2004, la nave è stata caratterizzata e utilizzata come punto focale per il film After the Sunset, con protagonisti Pierce Brosnan e Salma Hayek.